# Winsum
Winsum  è una località ed ex-municipalità dei Paesi Bassi di 14 078 abitanti situata nella provincia di Groninga.
Soppressa il 1º gennaio 2019, parte del suo territorio, assieme a quello delle ex-municipalità di De Marne, Eemsmond è andato a formare la nuova municipalità di Het Hogeland, divenendone il capoluogo della stessa mentre un'altra parte, assieme a quello delle ex-municipalità di Grootegast, Leek, Marum e Zuidhorn è andato a formare la nuova municipalità di Westerkwartier.

## Monumenti e luoghi d'interesse
In Winsum è presente il mulino a pianta ottagonale De Ster (1851), non più in funzione.